# Aelo
En la mitología griega, Aelo (Ἀελλώ / Aellṓ: «viento tempestuoso») es una de las Harpías, hijas de Taumante y Electra y hermanas de Iris. Apolodoro duda entre Nicótoe o Aélopo para referirse a esta harpía. Higino también la denomina como Aélopo. Nono de Panópolis dice, en cambio, que los caballos Janto y Podarces, caballos del rey ateniense Erecteo, nacieron de Aelo y Bóreas, el viento del norte. Durante la expedición de los argonautas los Boréadas Calais y Zetes persiguieron a Aelo y Ocípete. Hostigadas las Harpías, una cayó en el Peloponeso al río Tigres, ahora nombrado Harpis por ella, a la que algunos llamaban Aelo.